# Zalam
Zalam är en ort i Azerbajdzjan.   Den ligger i distriktet Qəbələ, i den centrala delen av landet, 180 km väster om huvudstaden Baku. Zalam ligger 391 meter över havet och antalet invånare är 691.
Terrängen runt Zalam är platt västerut, men österut är den kuperad. Närmaste större samhälle är Qutqashen, 15,9 km norr om Zalam.
Trakten runt Zalam består till största delen av jordbruksmark. Runt Zalam är det ganska glesbefolkat, med 34 invånare per kvadratkilometer.